# Liste der Baudenkmäler in Ehingen (Landkreis Augsburg)
Auf dieser Seite sind die Baudenkmäler in der schwäbischen Gemeinde Ehingen zusammengestellt. Diese Tabelle ist eine Teilliste der Liste der Baudenkmäler in Bayern. Grundlage ist die Bayerische Denkmalliste, die auf Basis des Bayerischen Denkmalschutzgesetzes vom 1. Oktober 1973 erstmals erstellt wurde und seither durch das Bayerische Landesamt für Denkmalpflege geführt wird. Die folgenden Angaben ersetzen nicht die rechtsverbindliche Auskunft der Denkmalschutzbehörde.

## Baudenkmäler nach Ortsteilen

### Ehingen
| Lage                      | Objekt                                                    | Beschreibung | Akten-Nr.             | Bild                                                      |
| ------------------------- | --------------------------------------------------------- | --- | --------------------- | --------------------------------------------------------- |
| Hauptstraße 14 (Standort) | Katholische Filialkirche (Fuggerkirche) Unsere Liebe Frau | spätgotische Anlage, 1490, 1591 und 1610 umgestaltet, nördliche Seitenkapelle um 1674, Turm um 1690; mit Ausstattung. | D-7-72-134-1 Wikidata | Katholische Filialkirche (Fuggerkirche) Unsere Liebe Frau |
| Hauptstraße 47 (Standort) | Pfarrhaus                                                 | Satteldachbau, um 1725.                                                                                               | D-7-72-134-2 Wikidata | Pfarrhaus                                                 |
| Hauptstraße 51 (Standort) | Katholische Pfarrkirche St. Laurentius                    | barocker Neubau 1717/19 von Jörg Radmiller, 1928 verlängert; mit Ausstattung.                                         | D-7-72-134-3 Wikidata | weitere Bilder                                            |